# 溫亞德港 (麻薩諸塞州)
溫亞德港（英語：Vineyard Haven）是位於美國麻薩諸塞州杜克斯縣的一個普查規定居民點。

## 人口
根據2020年美國人口普查的數據，溫亞德港的面積為3.40平方千米，當中陸地面積為3.48平方千米，而水域面積為0.02平方千米。當地共有人口2747人，而人口密度為每平方千米807.94人。